# Estação Plaisance
Plaisance é uma estação da linha 13 do Metrô de Paris, localizada no 14º arrondissement de Paris.

## Localização
A estação se situa na esquina da rue d'Alésia e da rue Raymond-Losserand.

## História
A estação foi aberta em 1937.
Seu nome vem do Castelo conhecido do Maine que se encontrava no século XVIII e possuía um imenso parque. O conjunto foi comprado em 1842 por um Sieur Couesnon cujo filho geômetra se encarregou do loteamento. Assim nasceu entre 1858 e 1860 o bairro de Plaisance, que se tornou uma das maiores ilhotas insalubres de Paris. A Compagnie Général des Omnibus arrasou o castelo para instalar suas garagens.
Em 2011, 4 645 997 passageiros entraram nesta estação. Ela viu entrar 4 794 268 passageiros em 2013, o que a coloca na 91ª posição das estações de metrô por sua frequência.

## Serviços aos passageiros

### Acessos
A estação tem quatro acessos por escada fixa e um quinto acesso com escada rolante.
O acesso 1 (rue des Suisses) está situado em frente ao 205, rue d'Alésia; o acesso 2 (rue d'Alésia) em frente ao 168, rue d'Alésia; o acesso 3 (rue Decrès) em frente ao 170, rue d'Alésia e o acesso 4 (square), rue d'Alésia, em frente ao "square Alésia - Ridder", também chamado de "Jardin Alésia - Raymond-Losserand".
Finalmente, o acesso 5 (rue Raymond-Losserand), constitui de uma escada rolante que só pode ser usada depois da plataforma em direção a Châtillon levando ao longo do "square Alésia-Ridder" perto do 144, rue Raymond-Losserand.

### Plataforma
Plaisance é uma estação de configuração padrão: ela possui duas plataformas laterais separadas pelas vias do metrô e a abóbada é elíptica. A decoração é do estilo utilizado pela maioria das estações de metrô: a faixa de iluminação é branca e arredondada no estilo "Gaudin" da renovação do metrô da década de 2000, e as telhas em cerâmica brancas biseladas recobrem os pés-direitos, a abóbada e o tímpano. Os quadros publicitários são em faiança da cor de mel e o nome da estação também é em faiança. Os assentos são do estilo "Motte" de cor azul.

### Intermodalidade
A estação é servida pela linha de ônibus 62 da rede de ônibus RATP e, à noite, pela linha N63 do Noctilien.

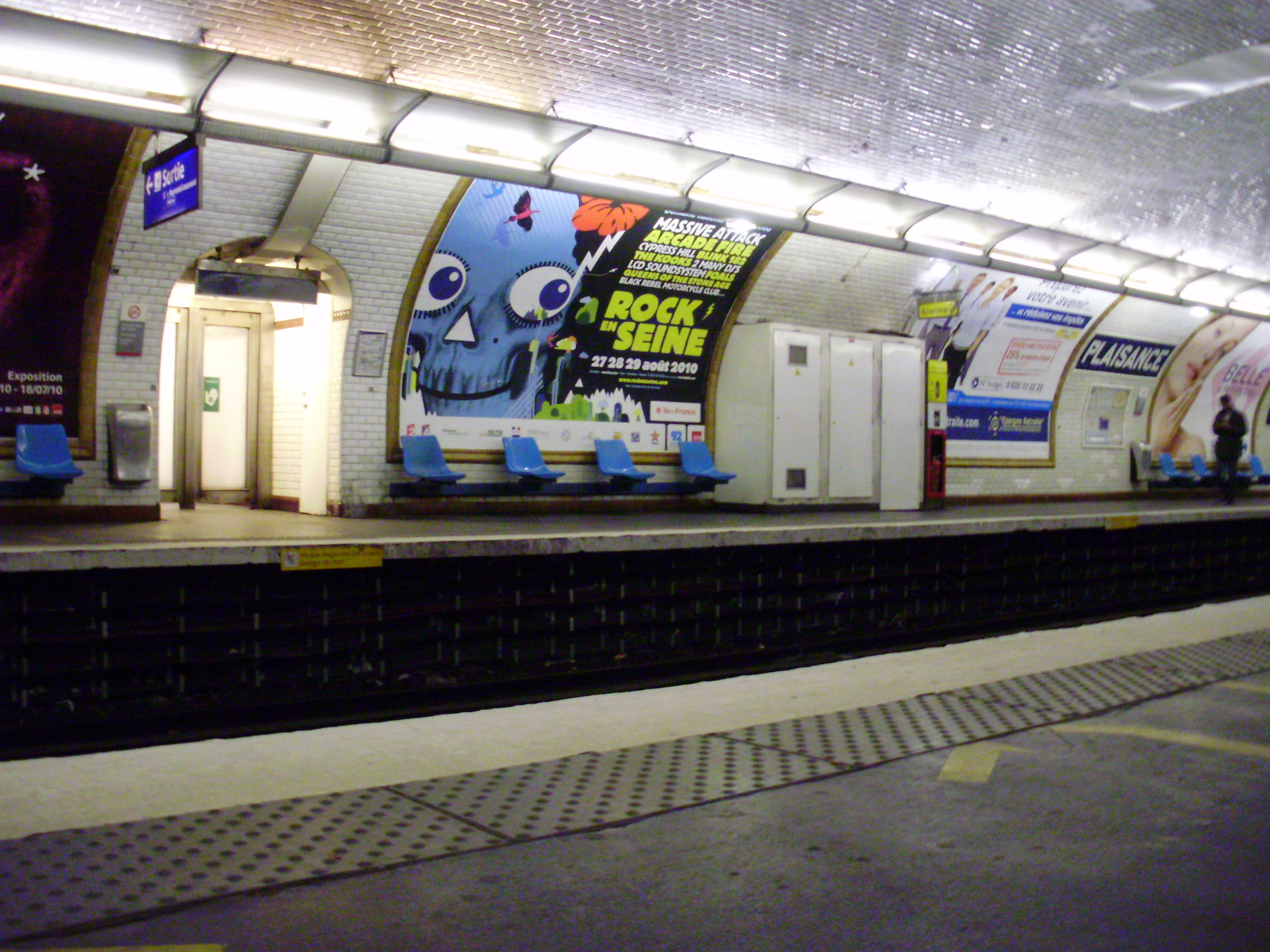
Plataforma em direção a Châtillon - Montrouge com uma saída com escada rolante.
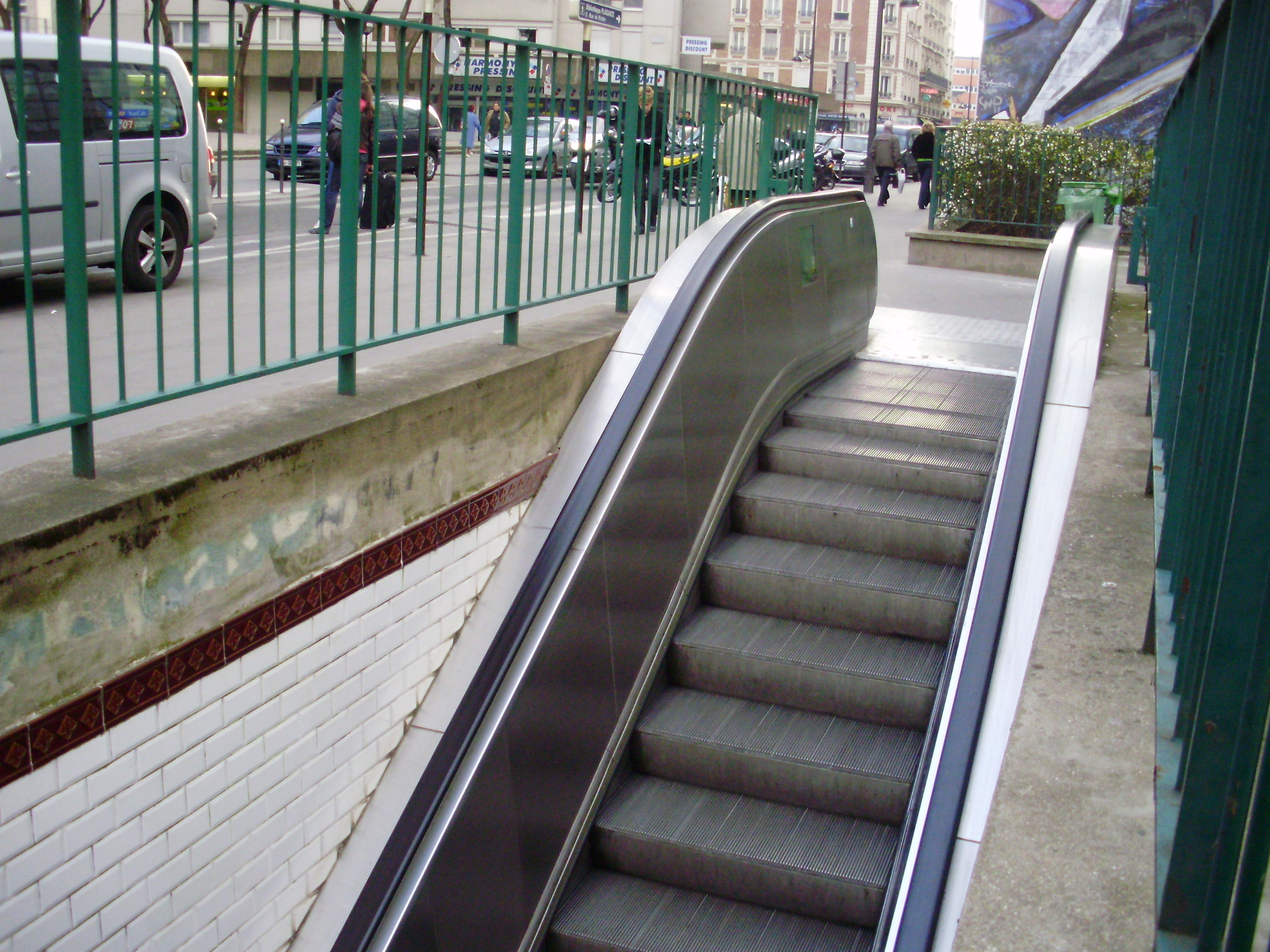
Saída na rue Raymond-Losserand.